# فينفيرا
فينفيرا هي شركة تمويل مملوكة للدولة الفنلندية. إنها وكالة الائتمان التصديري الرسمية لفنلندا. توفر فينفيرا القروض والائتمانات والضمانات. في عام 2013، قامت شركة فينفيرا بتمويل حوالي 3500 شركة ناشئة. الشركة مسؤولة أمام وزارة العمل والاقتصاد الفنلندية.